# نینا داوالوری
نینا داوالوری (به انگلیسی: Nina Davuluri) (زاده ۱۴ سپتامبر ۱۹۸۸) فعال حقوق بشر و ملکه زیبایی هندی-آمریکایی است.
او در سال ۲۰۱۴ به نمایندگی از نیویورک برنده دوشیزه آمریکا شد.